# Joseph Dado
Josephus Wilhelmus (Joseph) Dado (Breda, 1 februari 1856 – Eindhoven, 22 december 1946) was een Nederlands violist.
Hij was zoon van schoorsteenveger Pieter Johannes Dado en Agnes Kennis. Hij was getrouwd met Charlotte C. Hekkema. Zonen Piet en Marius gingen ook de muziek in. Hij was tevens hoboïst.
Hij kreeg zijn muziekopleiding aan het Haags conservatorium en het Conservatorium van Brussel. De studie werd bekostigd door vrienden, maar hij ontving ook een pensionair van koning Willem III der Nederlanden. Reeds als jongeling vertrok hij naar Groningen en werd op zijn negentiende concertmeester van de  Groningse Orkest Vereniging ook wel Groninger Harmonieorkest. Hij was er tevens tweede dirigent. Hij had destijds ook een strijkkwartet dat zijn naam droeg met Jules Koopman (2e viool), Carl Kauffmann (alt) en Henri Bosmans (cello) en in een andere samenstelling: Willem Dehé, Jacobus Cornelis Koenen en Gerrit Jan van Oortmerssen (cello). Voorts was hij dirigent van de Gemengde Zangvereniging is Assen. Hij richtte samen met onder andere Eliazar Culp, vader van Betsy Culp, een toneelvereniging op gelieerd aan het orkest. Wilhelmy vond hem destijds een meesterlijk violist. Na de eeuwwisseling vertrok hij eerst naar Roosendaal en werd er muziekleraar en directeur van Harmonie Unie van familie Orthel. Van daar uit trok hij naar Rotterdam om er vanaf het begin in 1918 tot zijn pensionering 1927 solo-altist en tweede dirigent te worden bij het Rotterdams Philharmonisch Orkest. Hij bracht de laatste jaren door in Eindhoven, waarbij nog steeds af en toe op het podium zat. Voor zijn tachtigste verjaardag in 1936 werd door Louis Zimmermann een inzamelingsactie gehouden om te voorkomen dat Dado, dan woonachtig in Eindhoven, een al te armoedig eind van zijn leven zou kennen. In 1896 was hij al een keer failliet verklaard. Louis Zimmermann, en ook diens zoon Marius Zimmermann, waren ooit leerlingen van hem.
Hij schreef ook enkele werken, waaronder een celloconcert, een jubileummars en een concertouverture.